# Cauză și efect (Star Trek: Generația următoare)
„Cauză și efect” (titlu original: „Cause and Effect”) este al 18-lea episod din al cincilea sezon al serialului TV american științifico-fantastic Star Trek: Generația următoare și al 118-lea episod în total. A avut premiera la 23 martie 1992.
Episodul a fost regizat de Jonathan Frakes după un scenariu de Brannon Braga. Invitat special este Kelsey Grammer în rolul lui Morgan Bateson. 

## Prezentare
Nava USS Enterprise este blocată într-o buclă de cauzalitate, dar echipajul păstrează parțial memoria instanțelor anterioare. 

## Actori ocazionali
- Kelsey Grammer – Morgan Bateson
- Michelle Forbes – Ro Laren
- Patti Yasutake – Alyssa Ogawa